# Bałkany (Poméranie)
Pour les articles homonymes, voir Bałkany.
Bałkany est une localité polonaise de la gmina rurale d'Osieczna située dans le powiat de Starogard en voïvodie de Poméranie. Elle se trouve à environ 31 kilomètres au sud-ouest de Starogard Gdański et 72 km au sud-est de la capitale régionale Gdańsk.

## Géographie

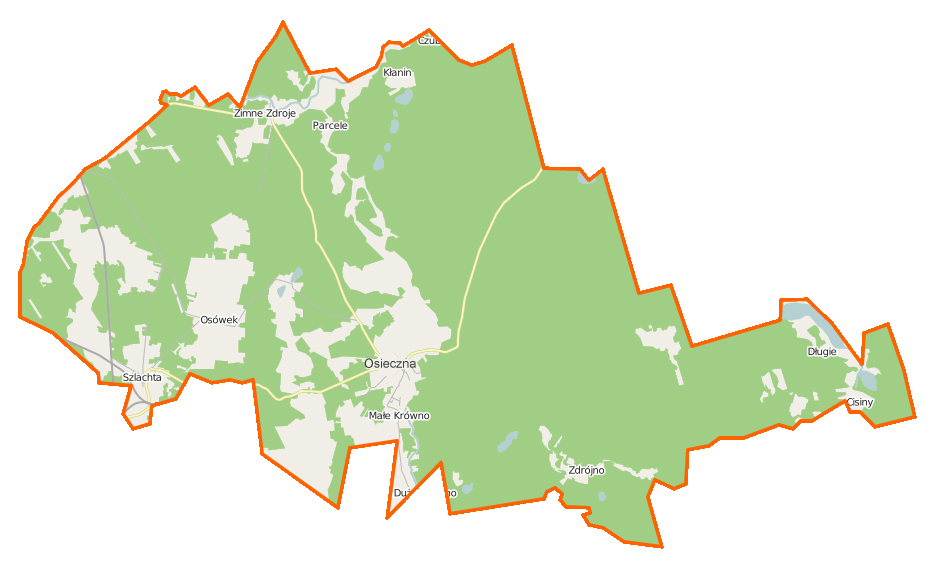
Carte de la gmina d'Osieczna.